# Бакулєв Олександр Миколайович
Олександр Миколайович Бакулєв (7 грудня 1890, село Невєниковське (Бакулі) Вятської губернії, тепер село Бакулі Слободського району Кіровської області, Російська Федерація — 31 березня 1967, місто Москва, тепер Російська Федерація) — радянський вчений-хірург, президент Академії медичних наук СРСР, один із основоположників серцево-судинної хірургії в СРСР. Доктор медичних наук, професор (1939). Дійсний член Академії медичних наук СРСР (з 1948 року), академік Академії наук СРСР (з 20.06.1958 року). Депутат Верховної ради СРСР 3—5-го скликань (в 1951—1962 роках). Герой Соціалістичної Праці (8.12.1960)

## Життєпис
Народився в селянській родині. У 1911 році закінчив Першу Вятську гімназію. З 1911 по 1915 рік навчався на медичному факультеті Саратовського університету.
Учасник Першої світової війни, в 1915—1918 роках служив на Західному фронті молодшим лікарем 80-го Кабардинського полку російської армії.
У 1918 році отримав диплом лікаря в Саратовському університеті та був призваний до Червоної армії. З 1919 року працював ординатором, а потім асистентом госпітальної хірургічної клініки Саратовського університету під керівництвом С. Спасокукоцького.
У 1926 році був запрошений на кафедру хірургії 2-го Московського медичного інституту. Працював асистентом, потім старшим асистентом, отримав звання доцента (1935), а після захисту докторської дисертації в 1939 році — професора. У 1939—1941 роках завідував госпітальною хірургічною клінікою 2-го Московського медичного інституту.
У 1943 році, після смерті С. Спасокукоцького, став завідувачем кафедри хірургії 2-го Московського медичного інституту, якою керував до кінця життя. Під час німецько-радянської війни Бакулєв був фронтовим хірургом Резервного фронту, потім головним хірургом евакогоспіталів Москви, завідувачем хірургічного відділення лікарні (головним хірургом) лікувально-санітарного управління Кремля (з 1941 по 1953 рік).
Професійна діяльність Бакулєва пов'язана з такими напрямами медицини, як хірургія нирок, кісткова хірургія, хірургічне лікування виразкової хвороби, хірургія серця, пухлини середостіння та легень. У 1948 ним вперше була проведена успішна операція при вродженій вазі серця — незарощеній Боталовій протоці, в 1951 році — накладено анастомоз між верхньою порожнистою веною та легеневою артерією і зроблено операцію з приводу аневризми грудної аорти, у 1959 році — з приводу анерозми.
14 грудня 1953 — 29 січня 1960 року — президент Академії медичних наук СРСР.
Бакулєв був також одним із піонерів нейрохірургії в СРСР. Засновник та перший директор (з 1955 року) Інституту грудної хірургії (пізніше Інститут серцево-судинної хірургії імені Бакулєва). Один із організаторів Пироговських читань.
Помер 31 березня 1967 року в Москві. Похований на Новодівочому цвинтарі Москви.

## Нагороди
- Герой Соціалістичної Праці (8.12.1960)
- три ордени Леніна (11.07.1945, 27.10.1953, 8.12.1960)
- орден Трудового Червоного Прапора (4.02.1951)
- орден Червоної Зірки (3.03.1942)
- орден Святого Станіслава 3-го ступеня (Російська імперія)
- орден «За заслуги перед народом» (Югославія)
- орден «За громадянські заслуги» (Болгарія)
- медалі
- Ленінська премія (1957)
- Сталінська премія другого ступеня (1949) — за розробку методів радикальних хірургічних операцій при легеневих захворюваннях та впровадження цих методів у лікувальну практику
- Заслужений діяч науки РРФСР (1946)